# گشنسپ‌داد
گشنسپ‌داد از اشراف ساسانی، و در دورهٔ شاهنشاهی بلاش و قباد یکم، کنارنگ بود.

## زندگی‌نامه
نام او نخستین بار در سال ۴۸۴ نوشته شده است و گفته شده که او از پشتیبانان بلاش بوده است. پس از نشستن بلاش به تخت شاهی، گشنسپ‌داد خواستار اعدام کردن قباد یکم که برادر بلاش بود، بدست اشراف ساسانی می‌شود. ولی اشراف ساسانی او را نمی‌کشند و به جای آن قباد را زندانی می‌کنند، که قباد بعدها از زندان گریخته و به آسیای مرکزی و دربار خشنواز شاه هپتالیان پناه می‌برد. در ۴۸۸ قباد با یاری هپتالیان به ایران برمی‌گردد و دیگر اشراف ساسانی، که زرمهر و آذرگندبد (از خویشان گشنسپ‌داد) هم در میان آنها بودند، به او می‌پیوندند. قباد سپس تیسپون را تصرف و تاج و تخت شاهنشاهی ساسانی را پس گرفته و گشنسپ‌داد را به دار می‌آویزد. پس از گشنسپ‌داد، آذرگندبد کنارنگ می‌شود.